# لانغوبارديا الكبرى

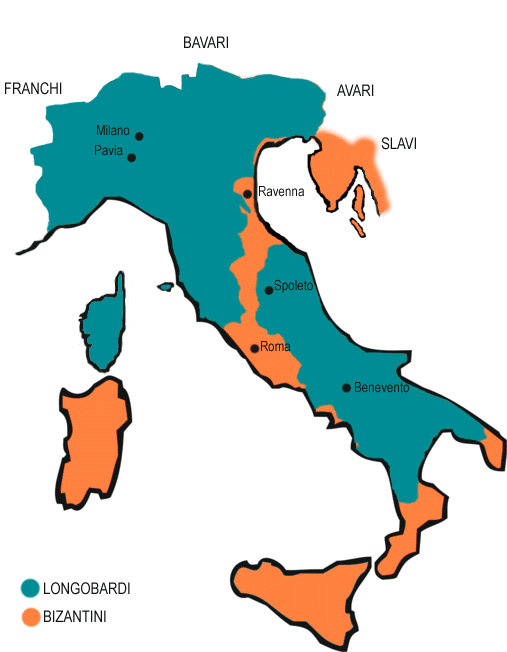

لانغوبارديا الكبرى هو الاسم الذي أطلق أوائل العصور الوسطى على الأراضي التابعة لمملكة لومبارديا شمال إيطاليا. ضمت لومبارديا وعاصمتها بافيا ودوقيتي فريولي وترينت ومنطقة توسكانا. بينما اقتصرت في الجنوب على باتريمونيوم سانكتي بتري. امتدت الولايات البابوية التي نشأت بعد هبة بيبين في 754 من البحر التيراني إلى البحر الأدرياتيكي. سميت الأراضي اللومباردية جنوبها بلانغوبارديا الصغرى وضمت دوقيتي سبوليتو وبينيفينتو.
انقسمت لانغوبارديا الكبرى إلى أوستريا الشرقية ونويستريا الغربية. سقطت تلك الأراضي بيد شارلمان بعد أن غزاها بعد حصار بافيا عام 774 وأصبحت جزءًا من الإمبراطورية الكارولنجية.